# Mark Sanford
Marshall Clement "Mark" Sanford, Jr (Fort Lauderdale, Florida, 28 de maig de 1960) és un polític estatunidenc, membre del Partit Republicà.

## Desaparició i infidelitat
El 24 de juny de 2009, Sanford va arribar Atlanta a través de l'aeroport Hartsfield-Jackson, a les 05:43 en el vol 110 de Delta Air Lines de Buenos Aires, Argentina.
Diverses hores després de tornar als Estats Units, Sanford va dur a terme una roda de premsa, on ell va admetre que ell havia estat infidel a la seva esposa.
Ell va dir a reporters que havia desenvolupat una relació amb una dona argentina que havia conegut feia al voltant de vuit anys, i això que la relació havia donat una volta romàntica al voltant d'un any abans. La dona de Sanford havia estat assabentada de les seves infidelitats feia uns cinc mesos, i els dos havien buscat l'assessorament d'unió. Ella va dir que ella va demanar una separació d'assaig prop de dues setmanes abans de la seva desaparició.
El 25 de juny, el  La Nació, un diari de Buenos Aires, va identificar a la dona argentina com María Belén Chapur, mare divorciada 43 anys de dos qui parla quatre idiomes. Chapur viu al barri de Palerm i treballa com a corredor de matèria per a la signatura agrícola internacional, Bunge & Born. El 2012 anuncia el seu compromís amb María Belén Chapur.
El 2 abril de 2013 va guanyar les eleccions primàries del partit republicà per ser representant a la cambra baixa del Congrés pel Districte 1 de Carolina del Sud.